# Tiến hoàng thành
Tiến hoàng thành là phim điện ảnh Trung Quốc đạo diễn bởi Hồ Mai, kịch bản do "Biên kịch số một Trung Quốc" Trầu Tĩnh Chi viết, với Phú Đại Long, Mã Y Lợi, Mã Kính Hàm, Vuơng Tử Văn, Diêu An Liêm diễn chính .

## Nội dung
Diễn viên vũ sanh ftài năng đầy triển vọng Uông Trường Sinh. Khi hoàng đế Càn Long phái Phượng Cách Cách đến đoàn kịch Giang Nam mời họ đến Bắc Kinh,  Uông Trường Sinh khá được Cách Cách ưa thích, nhưng quyết định bỏ trốn cùng vị hôn thê Phương Xuân Vinh. Điều này khiến Giang Xuân rơi vào một cuộc khủng hoảng lớn, và cũng khiến Giang Xuân bị choáng váng.
Mặt khác, Nhạc Cửu, người được đặt tên ở thủ đô Bắc Kinh, đã bị tòa án đuổi ra khỏi thủ đô vì thiết kế của đồng nghiệp, và bị buộc phải chạy trốn về phía nam đến Dương Châu.
Hai thiên tài kịch không quen biết gặp nhau trong một thị trấn nhỏ. Trường Sinh Lộ nhận thấy sự bất công ra tay giúp đỡ, cứu Nhạc Cửu, người bị kẻ thù truy đuổi. Vào buổi tối, hai người gặp nhau và nói chuyện về Hí Khúc. Phương Xuân Vinh, người âm thầm nhìn thấy mọi thứ, cuối cùng quyết định thuyết phục chồng trở về Dương Châu, nhưng không ngờ gia đình anh lại đến đưa anh đi.
Ngôi nhà bị rò rỉ và thậm chí là mưa đêm, Giang Xuân rơi vào một kết thúc tàn khốc. Trường Sinh trở lại lớp Xuân Đài, và với nỗ lực của chính mình, dựa vào sự đánh giá cao của Cách Cách, anh tìm được cơ hội để cứu cả đoàn .

## Diễn viên

### Diễn viên chính
| Diễn viên    | Vai              | Miêu tả |
| Mã Y Lợi     | Phượng Cách Cách | Lần đầu xem vở kịch mà một phụ nữ cải trang thành đàn ông. Cô ấy đã có cảm tình với Uông Trường Sinh từ lớp kịch Xuân Đài. Khi nhìn thấy nam diễn viên Võ Sinh ngồi riêng tư, cô ấy đã cầm một chiếc quạt để dạy anh ấy chú ý đến chi tiết và lông mày trên sân khấu.                                            |
| Phú Đại Long | Nhạc Cửu         | Huyền thoại của vai Đán trong một vợ Hí Kịch, bị mắc kẹt bởi các đồng nghiệp và trốn thoát khỏi thủ đô, đến Dương Châu để ẩn dật. Mặc dù gặp phải sự trì trệ khó khăn, anh ta không bao giờ từ bỏ việc tập luyện của mình. Vào giữa đêm, anh ta đang luyện tập các kỹ năng của thắt lưng và chân trên cánh đồng. |

### Diễn viên khác
| Diễn viên     | Vai              | Miêu tả |
| Mã Kính Hàm   | Uông Trường Sinh | Võ sinh nổi tiếng trong lớp kịch Xuân Đài ở Dương Châu, được Phượng Cách Cách sủng ái nhưng anh kiên quyết bỏ trốn với vị hôn thê Phương Xuân Vinh. |
| Vương Tử Văn  | Xuân Vinh        | |
| Lưu Lập Vĩ    | Hoắc Hỉ Tử       | Chủ lớp kịch Xuân Đài, nghĩa hiệp lại có tinh thần trách nhiệm. Khi Uông Trường Sinh bỏ trốn, với tư cách là chủ, anh ta đã mắng người học việc của mình, sau đó anh ta dội nước đá và tự tát mình để trừng phạt. Khi đối mặt với việc Nhạc Cửu muốn cùng đoàn kịch tiến vào Bắc Kinh, anh ta một mặt khâm phục tài năng của Nhạc Cửu, mặt khác lại sợ mang đến cái chết cho đoàn kịch. |
| Đổng Phi      | Cát Nghênh Xuân  | |
| Diêu An Liêm  | Giang Xuân       | Chủ đội kịch Xuân Đài |
| Tiêu Hoàng    | Càng Long        | |
| Lưu Bội Kỳ    | Ngô Đại Nguyên   | |
| Dương Triết   | Cổ Lão Lưu       | |
| Lưu Thần      | Lương Giang Tử   | |
| Chu Trung Hòa | Trợ lý Giang     | |

## Đội ngũ sản xuất
Đạo điễn: Hồ Mai
Phó đạo diễn: Nghiêm Dĩ Ninh
Biên kịch: Trầu Tĩnh Chi
Giám đốc sản xuất: Trịnh Hiểu Minh
Âm nhạc: Thư Nam
D.O.P: Trần Đan
Ánh sáng: Tôn Bằng Phi
Dưng phim: Chu Lợi Uân
Chỉ đạo nghệ thuật: Hoắc Đìhh Tiêu
Thiết kế trang phục: Tang Lan
Trang điểm: Cao Bân
Âm thanh: Điền Ân Quyền
Hiệu ứng đặc biệt: Hồ Tranh

## Nhạc phim
| Tên                                               | Trình bày | Loại          | Ghi chú |
| ------------------------------------------------- | --------- | ------------- | ------- |
| Ai sẽ để tâm đến vẻ đẹp của bạn《谁来呵护你的美》 | Mễ Tịnh   | Nhạc kết phim | [ 4 ]   |

## Giải thưởng
| Năm  | Lễ trao giải                                                                               | Hạng mục                            | Đề cử         | Kết quả   | Ghi chú |
| ---- | ------------------------------------------------------------------------------------------ | ----------------------------------- | ------------- | --------- | ------- |
| 2018 | Liên hoan phim Tổ chức Hợp tác Thượng Hải                                                  | Phim xuất sắc nhất                  |               | Đoạt giải | [ 5 ]   |
| 2018 | Liên hoan phim quốc tế Thượng Hải - Giải thưởng truyền thông Kênh Phim Điện ảnh Trung Quốc | Nữ diễn viên xuất sắc nhất          | Mã Y Lợi      | Đề cử     |         |
| 2018 | Liên hoan phim quốc tế Thượng Hải - Giải thưởng truyền thông Kênh Phim Điện ảnh Trung Quốc | Kịch bản xuất sắc nhất              | Trâu Tĩnh Chi | Đoạt giải | [ 6 ]   |
| 2018 | Liên hoan phim quốc tế Thượng Hải - Giải thưởng truyền thông Kênh Phim Điện ảnh Trung Quốc | Đạo diễn xuất sắc nhất              | Hồ Mai        | Đoạt giải | [ 6 ]   |
| 2018 | Liên hoan phim quốc tế Thượng Hải - Giải thưởng truyền thông Kênh Phim Điện ảnh Trung Quốc | Nam diễn viên xuất sắc nhất         | Phú Đại Long  | Đoạt giải | [ 6 ]   |
| 2018 | Liên hoan phim quốc tế Thượng Hải - Giải thưởng truyền thông Kênh Phim Điện ảnh Trung Quốc | Phim xuất sắc nhất                  |               | Đoạt giải | [ 6 ]   |
| 2018 | Liên hoan phim điện ảnh quốc tế Ma Cao                                                     | Nam diễn viên phụ xuất sắc nhất     | Tiêu Hoàng    | Đề cử     |         |
| 2018 | Liên hoan phim điện ảnh quốc tế Ma Cao                                                     | Kịch bản xuất sắc nhất              | Trâu Tĩnh Chi | Đề cử     |         |
| 2018 | Liên hoan phim điện ảnh quốc tế Ma Cao                                                     | Nữ diễn viên xuất sắc nhất          | Mã Y Lợi      | Đề cử     |         |
| 2018 | Liên hoan phim điện ảnh quốc tế Ma Cao                                                     | Phim xuất sắc nhất                  |               | Đề cử     |         |
| 2018 | Liên hoan phim điện ảnh quốc tế Ma Cao                                                     | Nữ diễn viên phụ xuất sắc nhất      | Vương Tử Văn  | Đoạt giải | [ 7 ]   |
| 2018 | Liên hoan phim điện ảnh quốc tế Ma Cao                                                     | Đạo diễn xuất sắc nhất              | Hồ Mai        | Đoạt giải |         |
| 2019 | Liên hoan phim quốc tế Canada - Trung Quốc                                                 | Đạo diễn xuất sắc nhất              | Hồ Mai        | Đoạt giải | [ 8 ]   |
| 2019 | Liên hoan phim quốc tế Canada - Trung Quốc                                                 | Nam diễn viên xuất sắc nhất         | Mã Kính Hàm   | Đoạt giải | [ 8 ]   |
| 2019 | Liên hoan phim quốc tế Canada - Trung Quốc                                                 | Nhà sản xuất xuất sắc nhất          | Lý Lị         | Đoạt giải | [ 8 ]   |
| 2019 | Giải Kim Kê lần thứ 32                                                                     | Kịch bản xuất sắc nhất              | Trâu Tĩnh Chi | Đề cử     | [ 9 ]   |
| 2019 | Giải Kim Kê lần thứ 32                                                                     | Biên tập xuất sắc nhất              | Chu Lợi Uân   | Đoạt giải | [ 10 ]  |
| 2019 | Giải Kim Kê lần thứ 32                                                                     | Nam diễn viên xuất sắc nhất         | Phú Đại Long  | Đề cử     | [ 9 ]   |
| 2019 | Giải Kim Kê lần thứ 32                                                                     | Nhạc phim hay nhất                  | Thư Nam       | Đề cử     | [ 9 ]   |
| 2019 | Liên hoan phim Trung - Mỹ                                                                  | Đạo diễn của năm                    | Hồ Mai        | Đoạt giải | [ 11 ]  |
| 2019 | Liên hoan phim Trung - Mỹ                                                                  | Top 10 phim Thiên Thần vàng của năm |               | Đoạt giải | [ 11 ]  |